# In Heat (álbum de The Fuzztones)
In Heat es el segundo álbum de estudio de la banda norteamericana de garage rock The Fuzztones, publicado en 1989.

## Historia
In Head es el primer trabajo de la recompuesta banda de Rudi Protrudi, la primera formación de The Fuzztones había sido disuelta en 1987. La nueva formación graba en Los Ángeles a las órdenes del veterano productor Shel Talmy. Sin embargo el álbum fue un fracaso, duramente criticado por la prensa, que no logró transmitir el potente sonido que había caracterizado a The Fuzztones en sus primeros trabajos.

## Lista de canciones
| N.º | Título                | Duración |  |
| 1.  | «In Heat»             | 2:24     |  |
| 2.  | «Nine Months Later»   | 3:50     |  |
| 3.  | «Cheyenne Rider»      | 3:03     |  |
| 4.  | «Everything You Got»  | 2:31     |  |
| 5.  | «Black Box»           | 3:24     |  |
| 6.  | «Shame on You»        | 3:06     |  |
| 7.  | «It Came in the Mail» | 2:44     |  |
| 8.  | «Me Tarzan, You Jane» | 2:32     |  |
| 9.  | «Heathen Set»         | 2:33     |  |
| 10. | «Hurt On Hold»        | 2:30     |  |
| 11. | «What You Don't Know» | 2:36     |  |
| 12. | «Charlotte's Remains» | 4:10     |  |